# Dům U Kamenného lva (Kadaň)
Dům U Kamenného lva (čp. 119) je historický, původně středověký měšťanský právovárečný dům na Starém Městě v Kadani. Nachází se na hlavním kadaňském náměstí (nyní Mírové, dříve Tržní).

## Dějiny domu a jeho majitelé
Původně patrně již gotický středověký měšťanský právovárečný dům U Kamenného lva byl po dobu své existence značně poznamenán požáry. Po velkých požárech města Kadaně v letech 1362, 1421 a 1498 prošel v 16. století kompletní renesanční přestavbou. Znovu vyhořel za třicetileté války v letech 1631 a 1635. Naposledy byl dům zdevastován velkým požárem v roce 1811, který tehdy zasáhl téměř celé kadaňské Staré Město. Po tomto požáru prošel dům rekonstrukcí v klasicistním stylu a v této podobě se dochoval do současnosti. Již dříve bylo původní dvojobloukové podloubí domu změněno vybouráním prostředního pilíře na jednoobloukové. Tehdejší majitelé tak zřejmě učinili proto, aby získali více světla pro svůj kupecký krám v přízemí.
Od konce 19. století byl dům ve vlastnictví rodiny Steinertových. Manželé Josef Steinert (1849–1917) a Marie Steinert (1857–1930), rozená Juglová, zde na přelomu 19. a 20. století provozovali krejčovství a obchod s pánskou módou. Kromě pánských a chlapeckých obleků nabízeli k prodeji též módní kravaty, límečky, rukavičky a deštníky. Rodina tehdy vlastnila i sousední dům čp. 118. Manželé Steinertovi pocházeli ze starého kadaňského měšťanského rodu.
Naproti domu U Kamenného lva se nachází tzv. Šlikova kašna, která byla zřízena již ve středověku a je pojmenována po hraběti Albrechtu Šlikovi, který vykonával v 16. století úřad hejtmana Kadaňského hradu. Balustráda současné Šlikovy kašny pochází však až z roku 1822, kdy byla do Kadaně převezena ze zámeckého parku v nedalekém Klášterci nad Ohří jako dar hraběcí rodiny Thunů. Okolí kašny na hlavním kadaňském náměstí bylo v té době obklopeno několika akáty, později však městská rada rozhodla o jejich vykácení, neboť prý představovaly v městském organismu nepatřičný venkovský element.

## Domovní znamení
Na soklu fasády domu U Kamenného lva se nachází z kamene plasticky vyvedená podobizna lva, který v zubech třímá zlatý kroužek. Toto domovní znamení patří k nejpozoruhodnějším v Kadani a pochází patrně již z dob baroka. Od antiky je lev symbolem statečnosti, vznešenosti a spravedlnosti, v křesťanské ikonografii je pak symbolem života a vzkříšení. Zlatý kroužek může symbolizovat jak Slunce, tak obecně božství, a zároveň je všeobecným symbolem svornosti a věrnosti, zvláště pak té manželské.

## Zajímavost
Pověst praví, že dům U Kamenného zvonu obýval na přelomu 15. a 16. století malíř jménem Jobst Trippler. Ve starých kronikách města je psáno, že roku 1512 si několik měšťanů nechalo na Kadaňském hradě uschovat pod ochranou Jana Hasištejnského z Lobkovic, tehdejšího hejtmana kraje Žateckého a města Kadaně, své cennosti, které byly zazděny v tajném výklenku, jejž právě zmiňovaný malíř Trippler označil žertovnou malbou šaška s přesýpacími hodinami. Po uplynutí jednoho desetiletí, během kterého zemřel i kadaňský hejtman Jan, se měšťané vydali na hrad, aby si zde své poklady vyzvedli. Ke svému zděšení však nalezli skrýš prázdnou, neboť byla vykradena neznámým zlodějem, který, jak se později zjistilo, nejspíše pronikl do hradu tajnou únikovou chodbou od řeky Ohře.
Jiná pověst vypravuje příběh žárlivého manžela, který kdysi žil v domě U Kamenného lva, a který měl stát za vytvořením zvláštního domovního znamení. Lev měl být totiž v době jeho nepřítomnosti svým výhružným pohledem a zlatým prstenem ve chřtánu mementem pro jeho půvabnou manželku a její případné milence, se kterými by se stýkala v okolí Šlikovy kašny.